# Not Quite Human II
Not Quite Human II  (br:Uma Paixão Eletrônica) é um filme estadunidense, do ano de 1989, dos gêneros ficção científica e comédia, dirigido por Eric Luke. O filme é baseado no livro de Seth McEvoy de mesmo nome.

## Enredo
Agora Chip está na universidade e, com uma nova capacidade, a de se autoprogramar não dependendo mais do doutor Carson. Neste novo ambiente ele ainda enfrenta o problema de que só consegue imitar os sentimentos humanos mas, no departamento de ciências ele conhece uma nova e linda andróide que, o incita a ter sentimentos fazendo com que ele se enamore dela. 

## Ligações externas

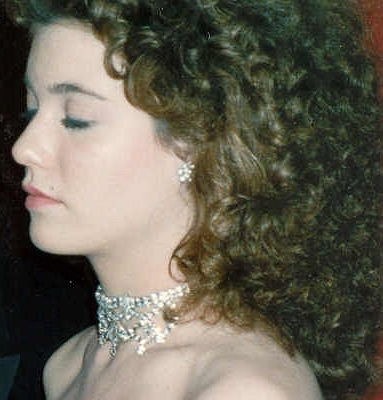
Katie Barberi, o primeiro amor do andróide.

## Elenco
| Nome            | Personagem               |
| --------------- | ------------------------ |
| Jay Underwood   | Chip Carson              |
| Alan Thicke     | Dr. Jonas Carson         |
| Robyn Lively    | Becky Carson             |
| Greg Mullavey   | Dr. Phil Masters         |
| Katie Barberi   | Roberta                  |
| Dey Young       | Professora Victoria Gray |
| Scott Nell      | Brandon Wilson           |
| Mark Arnott     | Moore                    |
| Mike Russell    | Miller                   |
| Ty Miller       | Austin                   |
| Eric Bruskotter | Rick                     |
| Bob Sorenson    | Walter                   |
| Douglas Cotner  | Mel Parker               |
| Nanette Varela  | Garota da festa #1       |
| Holly Robertson | Garota da festa #2       |
| Kari Kulvinskas | Tiffany Renschaler       |
| Karon Kearney   | Recepcionista            |
| Jon Bonnell     | Garoto da fraternidade   |
| JB Warren       | Garoto do sorvete        |

## Outros nomes do filme
| Nome                             | País(es)           |
| -------------------------------- | ------------------ |
| Chip wird erwachsen              | Alemanha Ocidental |
| Enas shedon teleios anthropos II | Grécia             |
| Nästan som en människa           | Suécia             |
| Un robot en la familia 2         | Espanha            |